# O Gigante de Ferro
The Iron Giant (bra/prt: O Gigante de Ferro)) é um filme de animação de 1999, baseado no romance The Iron Man de Ted Hughes. O filme foi dirigido por Brad Bird, estrelando as vozes de Jennifer Aniston, Harry Connick, Jr., Vin Diesel, Eli Marienthal, Christopher McDonald e John Mahoney. O filme conta a história de um solitário garoto chamado Hogarth que foi criado por sua mãe viúva, descobrindo um gigante de aço que veio do espaço. Hogarth, com a ajuda de um beatnik chamado Dean, tem de impedir que o Exército dos Estados Unidos e um agente federal encontre e destrua o Gigante. The Iron Giant se passa durante o pico da Guerra Fria, 1957.
As fases de desenvolvimento começaram em 1994, apesar do projeto finalmente começar a progredir quando Bird assumiu a direção, contratando Tom McCanlies para escrever o roteiro em 1996. O roteiro foi aprovado por Hughes, e a produção enfrentou uma série de dificuldades (com Bird até pedindo a ajuda de estudantes da CalArts). Após seu lançamento no verão de 1999, The Iron Giant foi aclamado pela crítica. Foi indicado a vários prêmios, mais notavelmente o Prêmio Hugo de Melhor Apresentação Dramática e o Nebula Award.

## Enredo
Nos anos 50, um garoto de Maine, Hogarth Hughes é filho de Annie Hughes, uma mãe solteira que trabalha numa lanchonete onde ela e seu filho passam a maior parte do tempo. Ela tem pouco tempo para se dedicar a Hogarth, então se mostra um tanto preocupada com ele, já que este parece não possuir amigos e se sente sozinho e triste, até que em uma de suas aventuras, acaba fazendo amizade com um robô gigante desconhecido, mas o que ele não imaginava, era que esse robo é de um outro planeta.
Até um tempo, sua mãe não toma conhecimento dessa descoberta. O único que conhece bem o robô e entende a situação é Dean McCoppin, um charmoso rapaz que é dono de uma espécie de depósito de reciclagem, que Hogarth conhecera certo dia na lanchonete e com quem também fez amizade. Logo, Annie se dá conta da existência do robô e da amizade dele com seu filho, e tenta alertar as autoridades a investigar o caso. O General Rogard é quem fica a par da situação, e com ele também trabalha Kent Mansley, um arrogante detetive que nutre certo interesse romântico por Annie, e para se aproximar dela, e ao mesmo tempo adquirir informações sobre o gigante de ferro (já que tem a obsessão em destruir este), tenta impor autoridade sobre o menino Hogarth. Agora, cabe a este e a Dean, defender seu amigo e provar que ele tem bom coração e pode acima de tudo, ser um grande herói.

## Elenco
- Eli Marienthal como Hogarth Hughes
- Jennifer Aniston como Annie Hughes
- Harry Connick, Jr. como Dean McCoppin
- Vin Diesel como O Gigante de Ferro
- Christopher McDonald como Kent Mansley
- John Mahoney como General Rogard

## Legado
O filme  se tornou cult após sua exibição original.
O Gigante de Aço faz uma aparição no trailer  do filme Ready Player One lançado durante a San Diego Comic-Con, adaptação do livro de mesmo, o filme é dirigido por Steven Spielberg e será lançado em 2018. O robô deve desempenhar um papel importante na história.